# Christian d'Elva
Pour les articles homonymes, voir Delva.
Christian d'Aliney d'Elva, né à Changé le 21 septembre 1850 et décédé à Changé le 5 mars 1925, est un homme politique français.

## Biographie

### Origine
La famille d'Elva remonterait à l'an 800 (...). Originaire du Piémont, elle vient s'installer en France, sous Louis XV, en la personne de Joseph, officier de Saint Louis.
Il est le fils aîné d'Auguste d'Elva et d'Alix de Quelen.
Il fut élève du collège jésuite de Vannes, puis au Lycée privé Sainte-Geneviève à Paris.

### Carrière militaire
Il entra en 1868 à l'École spéciale militaire de Saint-Cyr, où il fut le camarade de Joseph Gallieni. Il en sortit le 19 juillet 1870 avec le grade de sous-lieutenant au 64e régiment d'infanterie de ligne.
Il participa à la Guerre franco-allemande de 1870 dans l'armée de Metz. Malgré son jeune âge, il fut cité à l’ordre de l’armée pour faits de guerre dans une compagnie de francs-tireurs, où il s’était engagé. Cette compagnie était commandée par le capitaine Lancresson. Fait prisonnier, il demeura en captivité du 29 octobre 1870 au 7 avril 1871.
Il fut nommé lieutenant en 1873. En 1876, il devint professeur adjoint de législation militaire à l'École spéciale militaire de Saint-Cyr. Capitaine en 1879, il fut ensuite officier d'ordonnance du général Léopold Davout, 3e duc d'Auerstaedt, commandant le 10e corps d'armée à Rennes. Il démissionna de l'armée active en 1884 avec le grade de capitaine et se retira dans son château à Changé, où il devient la même année maire.

### Carrière politique

#### Monarchiste
Il est maire de Changé de 1884 à 1925, conseiller général du canton de Laval-Ouest de 1889 à 1925, député de la Mayenne de 1889 à 1906. En août 1887, il devint conseiller général du canton de Laval-Ouest. Il est candidat conservateur aux Élections législatives de 1889, où il fut élu député de la Mayenne. Aux Élections législatives de 1893, il fut réélu.

#### Républicain rallié?
Député sortant, et auparavant monarchiste, il se présente aux Élections législatives de 1898, sous l'étiquette de républicain modéré, partisan de la politique du Gouvernement de Jules Méline. Pour D'Elva, il est désormais possible en Mayenne de faire appel à tous les hommes d'ordre et de ne plus bouder les institutions républicaines.
Face à ce premier pas qui brouille D'Elva avec les légitimistes, les républicains modérés et une partie des radicaux jugent politique de ne pas présenter de candidat. D'Elva est réélu. Le Ralliement du Comte d'Elva semble s'être effectué en dehors des organisations catholiques républicaines qui n'ont pratiquement aucune influence en Mayenne. Ce ralliement est le résultat de l'Esprit nouveau, mais il est aussi dû d'une façon indirecte aux efforts tentées sur le plan local pendant la même période par le nouvel évêque de Laval Pierre Geay.
D'Elva est à nouveau réélu aux Élections législatives de 1902.
Après plus de seize ans au Palais Bourbon, il devint sénateur aux Élections sénatoriales de 1906. Il va sièger de 1906 à 1925. Il sièga dans le groupe parlementaire de la conservatrice Fédération républicaine, la Gauche républicaine. Il sera très impliqué dans la vie politique du département.
En 1919, il est l'un des propriétaires du Courrier du Maine.
Il déploya une très grande activité, visitant fréquemment les communes qu'il représentait au Parlement. Il organisait régates, exposiiton canine, fondait la section des vétérans, ou la Société des courses de Laval. Le comte d'Elva était membre de la Société des agriculteurs de France, du Cercle agricole, du Cercle militaire et de la Société hippique française, ainsi que de nombreux clubs sportifs ou mondains.
Sportsman accompli, il a fait partie du Yacht-Club, de la Société hippique, de la Société de contre et de quarte de la rue de Bourgogne, de la Société de pistolet. Brillant épéiste, il est président de la Société de contre et de quarte de la rue de Bourgogne, ce qu'il confirmera par différents duels.

### Le duel avec Klotz
En 1892, il l s'est battu en duel, avec Louis-Lucien Klotz, directeur du journal Le Voltaire. Et ensuite à quelques jours d'intervalle, avec Louis Albin, le secrétaire de rédaction du même journal.

### Le duel avec Drumont
Édouard Drumont consacre dans La Libre Parole quelques violents articles aux députés de droite qui ont voté la loi sur les anarchistes de juillet 1894. L'article intitulé Poussière et boue date du 28 juillet 1894.
« Aujourd’hui ces petits salauds courent comme de jeunes chacals en folie derrière les grosses hyènes ventrues et puantes de l’opportunismes. Ils dégoûtent Israël par la basse férocité de leur peur. Ils s’appellent d’Elva et Plichon. »

Edouard Drumont, La Libre Parole, juillet 1894.
Christian d'Elva se jugeant offensé par ces articles constitue le même jour ses témoins pour demander une rétractation ou une réparation par les armes. Drumont qui s'est réfugié en Belgique de crainte de tomber sous le coup de la nouvelle loi, a répondu télégraphiquement qu’il se tenait à la disposition de son adversaire, avec cette réserve qu'il ne pourrait se battre en France. Il choisit ses témoins. Après une entrevue  entre les quatre témoins dans les bureaux de la Libre Parole, la rencontre était décidée ; l’épée comme arme de combat ; le lieu tenu secret. Le jour même où le comte d'Elva et ses témoins se disposent à aller rejoindre à Bruxelles  Drumont, la Libre Parole publie un second article encore plus violent et plus injurieux que le premier pour le comte d'Elva. On évoque alors la constitution d'un jury d'honneur pour soumettre le cas, mais d'Elva insiste pour aller au combat.
La rencontre a lieu 1er août 1894, vers 15h, à l’épée, aux environs de Rosendael dans les Pays-Bas. Drumont est blessé légèrement. La Libre Parole publie le 1er août 1894 le récit du duel, qui lui a été téléphoné de Bruxelles par M. de Boisandré. C'est pendant la rédaction du procès-verbal que les témoins de d'Elva, ont jugé le moment favorable pour protester contre le second article, paru quelques heures après que la rencontre soit décidée. Il s'est ensuivi un échange de propos très vifs. Finalement, les témoins de D'Elva ont provoqué les témoins de Drumont, qui ont une fois rentrés à Paris envoyer leurs témoins à MM. de Dion et Paulmier. De Boisandré désigna ses témoins, Papillaud de même. Charles Paulmier aussi. Une rencontre à l'épée a lieu. A la seconde reprise. Papillaud a été atteint à la partie abdominale antérieure d’un coup d’épée ayant pénétré de deux centimètres environ. Les témoins, d’un commun accord, reconnaissent l’impossibilité de continuer le combat.

## Race canine
Il est à l'origine de races de chien de chasse : en 1871, à partir de chiens de Vendée, il crée le Grand basset griffon vendéen et le Briquet griffon vendéen en montant son propre élevage.

## Sources
- « Christian d'Elva », dans le Dictionnaire des parlementaires français (1889-1940), sous la direction de Jean Jolly, PUF, 1960 [détail de l’édition]